# Infraction politique en France
Une infraction politique se distingue d'une infraction de droit commun soit par son objet, soit par son mobile. 

## Description
Dans le premier cas, dit « objectif », elle regroupe toute infraction accusée par l'État de porter atteinte à l'ordre public et social, aux institutions politiques et à la sûreté de l'État (trahison, espionnage ou intelligence avec l'ennemi, insurrection, etc.). En France, celles-ci sont regroupées au livre IV du Code pénal, intitulé « Infractions contre la Nation, l'État et la paix publique ».
Dans le second cas, elle peut ne différer d'une infraction de droit commun que par son mobile : ainsi, ce que certains anarchistes qualifiaient d'« expropriation » pouvait être considéré soit comme une infraction politique visant à contester la légitimité de la propriété privée, soit, au contraire, comme un vol ordinaire. C'est alors essentiellement la qualification pénale retenue par le juge qui permet de trancher entre une infraction politique et une infraction de droit commun. De plus en plus, certains crimes se voient refuser le statut d'infraction politique malgré leur motivation politique patente: il s'agit essentiellement des crimes qualifiés de terrorisme (mais le pouvoir de qualification pénale est ici décisif) ou encore des crimes contre l'humanité, qui relèvent d'un régime juridique entièrement distinct du fait de la nature particulièrement grave des crimes commis.

## En France
La France commença à distinguer infractions politiques et infractions de droit commun vers 1830, sous la monarchie de Juillet. À partir de 1832, on désigne ainsi la privation de liberté des politiques de « détention »; ce terme est encore utilisé, par distinction avec la réclusion criminelle. La peine de déportation et de transportation est ensuite édictée pour certaines infractions politiques ; elle devient même possible, sans jugement, avec la loi de sûreté générale du Second Empire, promulguée après l'attentat d'Orsini de 1858.
Le régime spécifique, et plutôt favorable, accordé aux politiques a progressivement disparu, tant et si bien qu'aujourd'hui il conduit au contraire à des peines plus graves et à des règles spécifiques de procédure pénale (allongement de la garde à vue, etc.), notamment sous l'accusation de terrorisme, c'est-à-dire d'une infraction de droit commun commise « intentionnellement en relation avec une entreprise individuelle ou collective ayant pour but de troubler gravement l'ordre public par l'intimidation ou la terreur » (art. 421-1 du Code pénal).
L'aggravation du régime juridique des infractions politiques a commencé notamment avec la vague anarchiste à la fin du XIXe siècle, lorsqu'une partie du mouvement libertaire a prôné la propagande par le fait: c'est ainsi qu'ont été votées les « lois scélérates ». Par la suite, lors de l'arrêt Gorguloff (20 août 1932), qui concernait l'assassinat du président Paul Doumer, la Cour de cassation a rejeté le motif politique de l'acte, considérant qu'un assassinat était « par sa nature et quels qu'en aient été les motifs (...) un crime de droit commun ».
Cependant, lors de la guerre d'Algérie, la Cour de cassation a admis le caractère politique de certaines infractions relatives à une insurrection, théorie maintenue après mai 68.

### Des années 1980 au post-11 septembre
Après l'attentat de la rue Copernic (1980), les attentats de 1986 puis la vague d'attentats de 1995, la législation anti-terroriste s'est durcie, mouvement amplifié après le 11 septembre 2001. Bien que la Cour de sûreté de l'État ait été dissoute après l'élection de François Mitterrand (PS), la Cour d'assises a toutefois été remodelée depuis (loi no 86-1020 du 29 septembre 1986, réforme du Code pénal de 1994, etc.) lorsqu'elle connaît d'infractions dites « terroristes ». En effet, elle ne comporte pas de jury populaire, mais elle est composée, en première instance, de sept magistrats professionnels (Code de procédure pénale, art. 706-17).
Enfin, depuis la loi Perben II de 2004, le régime spécial, notamment en matière de procédure pénale, imposé aux personnes soupçonnées d'actes ou de préparation d'actes terroristes a rejoint celui imposé aux suspects de crime organisé. L'exception accordée aux politiques qui ne pouvait être sujets à la contrainte par corps a également été supprimée par la loi Perben, qui instituait la contrainte judiciaire (art. 749 Code de proc. pén.).
Par ailleurs, la qualification, controversée en raison de son indétermination relative, d'association de malfaiteurs, peut être utilisée en matière de terrorisme (Code pénal, art. 421-2-1). La loi pour la sécurité intérieure de 2003 (dite loi Sarkozy II) a aussi créé une nouvelle infraction relative au terrorisme, définie sur le modèle du délit de proxénétisme : le fait de « ne pas pouvoir justifier de ressources correspondant à son train de vie, tout en étant en relations habituelles avec une ou plusieurs personnes se livrant à l'un ou plusieurs des actes visés aux articles 421-1 à 421-2-2 » (C. pén., art. 421-2-3).
Néanmoins, l'infraction politique continue de bénéficier d'un régime à part pour ce qui concerne la récidive et le sursis (Code pénal, art. 132-30, 132-36 et 132-41), avec notamment l'absence d'un sursis avec mise à l'épreuve, qui s'apparenterait, aux yeux du législateur, à une rééducation politique incompatible avec les principes démocratiques.

### L'extradition
Enfin, en matière d'extradition, le Code de procédure pénale interdisait celle-ci (art. 696-4), de même que la Convention européenne d'extradition de 1957 (art. 3). Cependant, la Convention européenne pour la répression du terrorisme de 1977 affirme que certaines infractions graves contre l'intégrité des personnes ne peuvent être qualifiées de « politiques » et permet donc l'extradition. De plus, les conventions d'extradition qu'elles soient bilatérales ou multilatérales contiennent pour leur majorité une clause belge selon laquelle l’attentat à la vie d’un chef d’état ou d’un membre de sa famille ne pourra être considérée comme une infraction politique. En outre, la loi Perben II a permis de juger en France une personne dont l'État français refuse l'extradition et qui est auteur d'une infraction politique (art. 113-8-1 Code pénal).